# 午川駅
午川駅（オチョンえき）は、大韓民国京畿道利川市にあった水驪線の駅である。

## 歴史
- 1930年12月1日 - 開業[1]。
- 1972年4月1日 - 廃止[2]。